# Diego Galo (Fußballspieler, 1994)
Diego Galo, vollständiger Name Diego Alejandro Galo Prado, (* 14. März 1994 in Montevideo) ist ein uruguayischer Fußballspieler.

## Karriere
Der 1,70 Meter große Mittelfeldakteur absolvierte in der Saison 2011/12 zwei Partien (kein Tor) in der Primera División für die Rampla Juniors. In der Saison 2013/14 sind 24 Einsätze (kein Tor) in der Segunda División für ihn verzeichnet. Am Saisonende stieg seine Mannschaft wieder in die Primera División auf. In der Saison 2014/15 wurde er 24-mal (zwei Tore) in der höchsten uruguayischen Spielklasse eingesetzt. Nach dem Abstieg am Saisonende folgten keine weiteren Einsätze für die Rampla Juniors. Im Januar 2016 schloss er sich dann dem Erstligisten Villa Teresa an, für den er in der Clausura 2016 in fünf Erstligapartien (kein Tor) auflief.